# Kabinett Jawara V

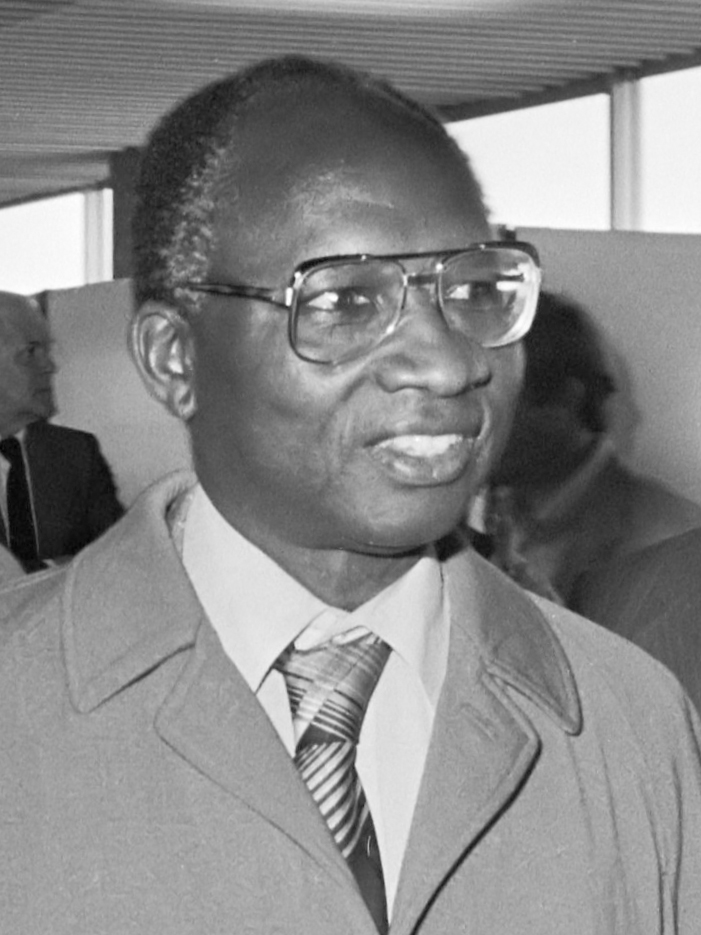
Präsident Dawda Jawara (1979)

Das Kabinett Jawara V wurde in Gambia am 5. Mai 1982 durch Präsident Dawda Jawara von der Fortschrittlichen Volkspartei PPP (People’s Progressive Party) gebildet. Das Kabinett löste das vierte Kabinett Jawara ab. Es befand sich bis zu der Präsidentschaftswahl am 11. März 1987 im Amt und wurde dann durch das Kabinett Jawara VI abgelöst.
Bei der Präsidentschaftswahl am 4. und 5. Mai 1982 kandidierte Jawara erstmals in einer Direktwahl für das Amt des Präsidenten, nachdem er nach der Unabhängigkeit am 24. April 1970 zunächst als bisheriger Premierminister das Amt übernommen hatte und 1972 sowie 1977 jeweils durch die Abgeordneten des Repräsentantenhauses gewählt worden war. Bei der Wahl setzte er sich mit 137.020 Stimmen (72,45 Prozent) deutlich gegen seinen früheren Vizepräsidenten und Gegenkandidaten der Nationalen Versammlungspartei NCP (National Convention Party), Sheriff Mustapha Dibba, durch, auf den 52.095 Wählerstimmen (27,55 Prozent) entfielen. Bei den zugleich stattgefundenen Wahlen zum Repräsentantenhaus kam Jawaras PPP auf 102.545 Stimmen (61,7 Prozent) und verfügte mit 27 der 35 Abgeordneten weiterhin über eine komfortable absolute Mehrheit. Die NCP Dibbas erhielt 32.634 Wählerstimmen (19,6 Prozent) und stellte zukünftig drei Abgeordnete. Fünf der zu vergebenden Sitze im Parlament gingen an unabhängige Kandidaten, die insgesamt 26.141 Stimmen (15,7 Prozent) erhalten hatten.
Im Mai 1984 wurde für die am 1. Februar 1982 mit dem Senegal gegründete Konföderation Senegambia ein Verteidigungsrat gebildet. Im November 1984 erfolgte die Gründung der nationalen Streitkräfte (Gambia Armed Forces).

## Minister
| Amt                                                          | Amtsinhaber                                                                                                |
| ------------------------------------------------------------ | --- |
| Präsident                                                    | 5. Mai 1982 bis 11. März 1987: Dawda Jawara (1924–2019)                                                    |
| Vizepräsident                                                | Mai 1982 – März 1987: Bakary Bunja Dabo (* 1946)                                                           |
| Staatsminister im Präsidialamt                               | Mai 1982 – März 1987: Yaya Ceesay (* 1937)                                                                 |
| Außenminister                                                | Mai 1982 – März 1987: Lamin Kitty Jabang (* 1942)                                                          |
| Minister für Finanzen und Handel                             | Mai 1982 – März 1987: Sheriff S. Sisay (1935–1989)                                                         |
| Minister für Gesundheit, Arbeit und Soziales                 | Mai 1982 – März 1987: Momodou E. Jallow (1919–2000)                                                        |
| Minister für Landwirtschaft und natürliche Ressourcen        | Mai 1982 – März 1987: Saihou S. Sabally (* 1947)                                                           |
| Generalstaatsanwalt und Justizminister                       | Mai 1982 – Juni 1984: Fafa Edrissa M’Bai (1942–2025) Juni 1984 – März 1987: Hassan Bubacar Jallow (* 1951) |
| Minister für Wasserressourcen, Forstwirtschaft und Fischerei | Mai 1982 – März 1987: Omar Amadou Jallow (* 1949)                                                          |
| Minister für Wirtschaftsplanung und industrielle Entwicklung | Mai 1982 – Januar 1985: Momodou Manneh (* 1947)                                                            |
| Minister für öffentliche Arbeiten und Kommunikation          | Mai 1982 – März 1987: Lamin Bora M’Boge (1932–2008)                                                        |
| Ministerin für Jugend, Sport und Kultur                      | Januar 1985 – März 1987: Louise Angela N’Jie (1922–2014)                                                   |

## Hintergrundliteratur
- Gambia seit 1946, in: Der Große Ploetz. Die Enzyklopädie der Weltgeschichte, Verlag Vandenhoeck & Ruprecht, 35. Auflage, 2008, S. 1936, ISBN 978-3-525-32008-2